# ... De la planète Mars
Albums de IAM
Concept
(1990) Ombre est lumière
(1993)
De La Planète Mars est le premier album studio du groupe de rap français IAM, sorti le 25 mars 1991, sur le label Labelle Noir. 
Il fait suite à la démo Concept sortie un an auparavant et dont il reprend certains morceaux (IAM Concept ; Non soumis à l'État ; Red, black and green ; Wake up).  
Imhotep explique les conditions de création de l'album : « On était jeunes, sans famille, sans enfants. On vivait dans le studio, sauf quand il fallait bosser pour payer le loyer et remplir le frigo. On n'avait que ça à faire : créer, composer, écrire des textes. On devait taffer 12 ou 15 heures par jour, à bouffer des pâtes et boire des bières. On ne s'est rien imposé. Tout se faisait sans effort. On était tellement dans le kif que jamais on a eu l'impression de travailler. »
Réalisé par Sodi, l'album sera disque d'or quelques années après sa sortie.[réf. nécessaire] Il fera d'IAM, aux côtés du groupe NTM, le fer de lance du rap francophone.
Le groupe y revendique son côté marseillais et considère son album comme une « attaque en règle venue de la planète Mars ».[réf. nécessaire]

## Liste des pistes
| No  | Titre                                                   | Compositeur(s) | Durée |
| --- | ------------------------------------------------------- | -------------- | ----- |
| 1.  | Pharaon revient                                         | IAM            | 1:06  |
| 2.  | Planète Mars                                            | IAM            | 4:26  |
| 3.  | Jazz                                                    | IAM            | 0:10  |
| 4.  | Tam-Tam de l'Afrique                                    | IAM            | 3:50  |
| 5.  | IAM concept                                             | IAM            | 4:12  |
| 6.  | Crack                                                   | IAM            | 0:04  |
| 7.  | Attentat                                                | IAM            | 4:52  |
| 8.  | Disco club                                              | IAM            | 0:32  |
| 9.  | Le nouveau président                                    | IAM            | 3:27  |
| 10. | IAM Bercy                                               | IAM            | 0:25  |
| 11. | Non soumis à l'État                                     | IAM            | 4:18  |
| 12. | 1 peu trop court (avec Lady B Love)                     | IAM            | 3:38  |
| 13. | Do the raï thing                                        | IAM            | 1:18  |
| 14. | Red, black and green                                    | IAM            | 4:03  |
| 15. | Lève ton slip                                           | IAM            | 0:26  |
| 16. | Elvis                                                   | IAM            | 3:43  |
| 17. | Unité                                                   | IAM            | 4:06  |
| 18. | Kheops appartient à l'horizon                           | IAM            | 3:35  |
| 19. | Je viens de Marseille (featuring Faf Larage & Def Bond) | IAM            | 1:16  |
| 20. | Wake up                                                 | IAM            | 4:23  |
| 21. | Crécelle                                                | IAM            | 1:02  |
| 22. | La tension monte                                        | IAM            | 4:46  |
| 23. | Rapline II                                              | IAM            | 0:30  |